# Kalabchah
Kalabchah (en arabe كلابشة, translittéré Kalabsha en anglais, Kalabscha en allemand), dont le nom grec ancien est Talmis, est un village de Nubie, en Égypte, aujourd'hui submergé par les eaux du lac Nasser. Ce lieu se trouvait à environ 50 km au sud d'Assouan, à une altitude de 195 mètres.
Le site est connu pour son aire sacrée, dont l'élément principal est le temple de Mandoulis, connu également sous le nom de temple de Kalabchah, d'époque romaine, construit par Auguste.
Après la construction du haut barrage d'Assouan de 1961 à 1963, le temple et quelques autres monuments de Kalabchah ont été reconstitués sur un nouveau site plus en hauteur.

## Histoire
Le lieu a connu son apogée en tant que centre de pouvoir local après l'introduction du christianisme, au VIe siècle. Pour se défendre contre les raids nomades, il était entouré d'un mur similaire à celui qui avait été construit quelques siècles plus tôt à Faras et à l'époque chrétienne à Ikhmindi, Sabagura et Cheik Daoud. Les montants de portes inclinés étaient caractéristiques des défenses nubiennes.

## Archéologie

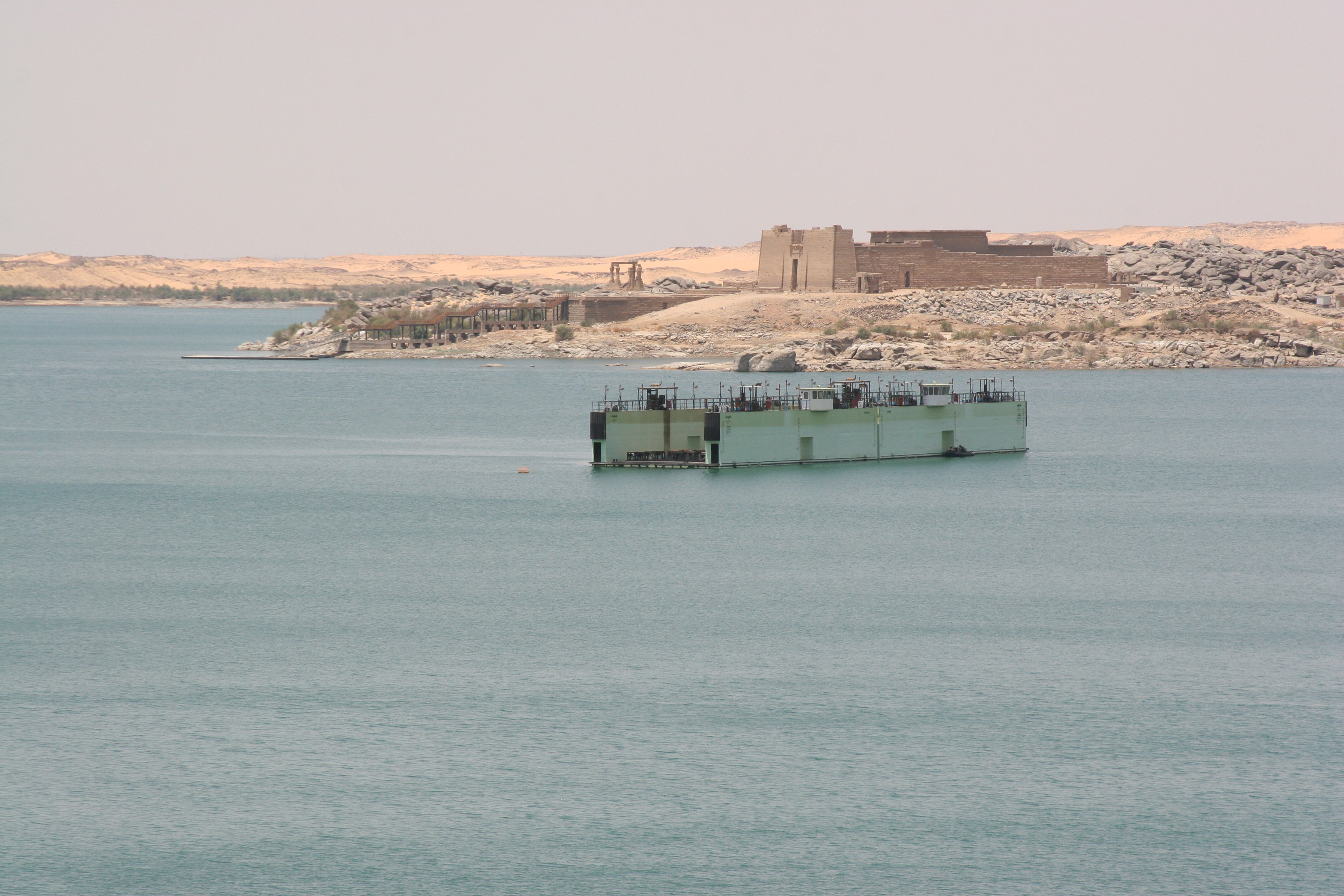
Le nouveau site de Kalabchah, vu du barrage.

### Temple de Kalabchah (temple de Mandoulis)

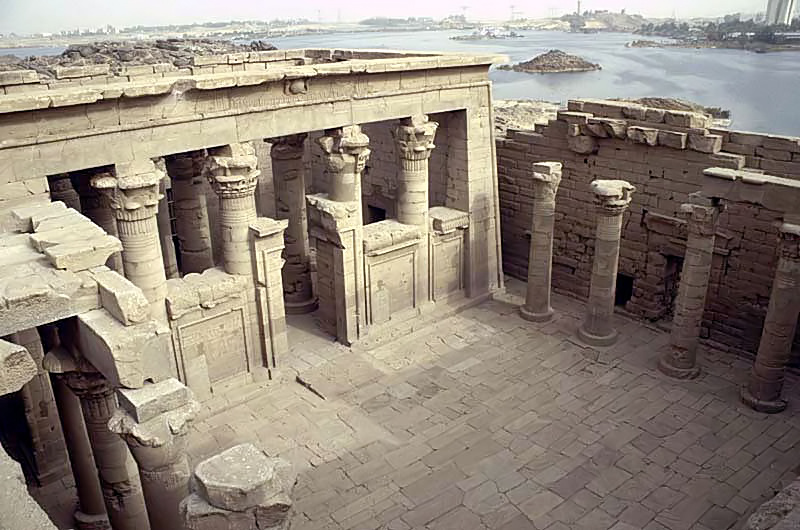
Cour et entrée du temple

Le temple de Kalabchah, dédié au dieu nubien Mandoulis et à la déesse Isis de Philæ, était entièrement construit en grès. Le bâtiment, de 77 m de long, était entouré d'un mur de briques de 15 mètres de haut, mesurant 66 × 92 m.
Ptolémée VIII avait remplacé un sanctuaire de la XVIIIe dynastie par un autre petit temple, qui fut lui-même remplacé par un plus grand complexe sous Auguste. Cependant, les inscriptions et les décorations du temple sont restées inachevées. À l'époque chrétienne, certaines parties du complexe ont été converties en église, comme l'atteste un ensemble d'inscriptions relevées par Henri Gauthier en 1908.
Lors de la construction du barrage d'Assouan de 1961 à 1963, le temple de Kalabchah a été démonté en 13 000 blocs sous la direction allemande et reconstruit sur un îlot un peu au sud, visible depuis le haut barrage d'Assouan. Les vestiges du temple précédent, construit sous Ptolémée VIII, ont été réassemblés sur l'île Éléphantine. Une porte plus ancienne, utilisée comme matériau de remplissage, a également trouvée dans les fondations : elle a été donnée par l'Égypte à la République fédérale d'Allemagne en remerciement pour son aide dans le cadre de la campagne de l'UNESCO pour sauver les antiquités nubiennes et se trouve au musée égyptien de Berlin depuis 1973. Son déménagement est prévu dans la nouvelle aile du musée de Pergame. Le kiosque de Kertassi a été reconstruit dans les environs immédiats.
Le temple est inscrit sur la liste du patrimoine mondial de l'UNESCO depuis 1979.

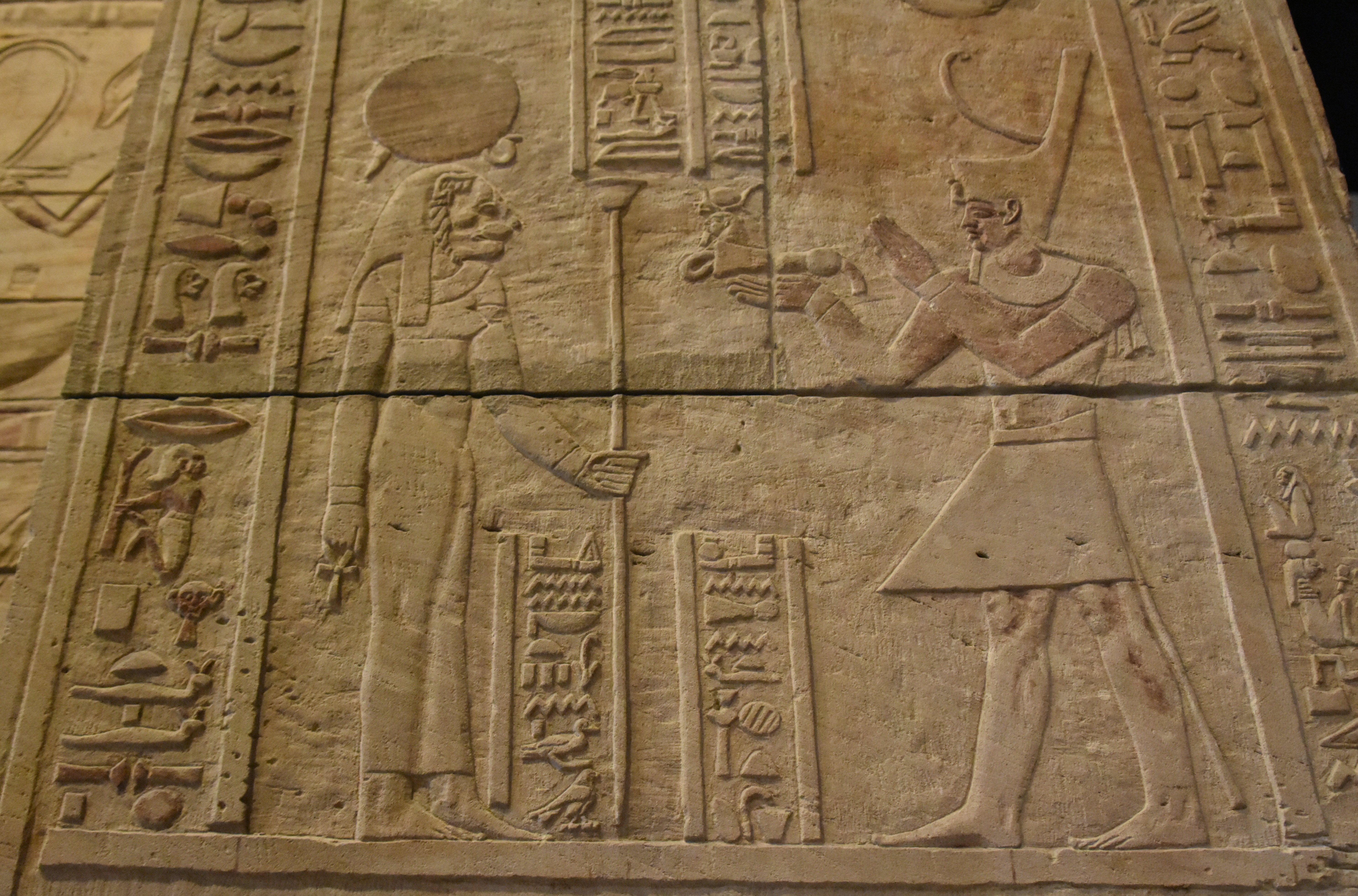
Reliefs du corridor
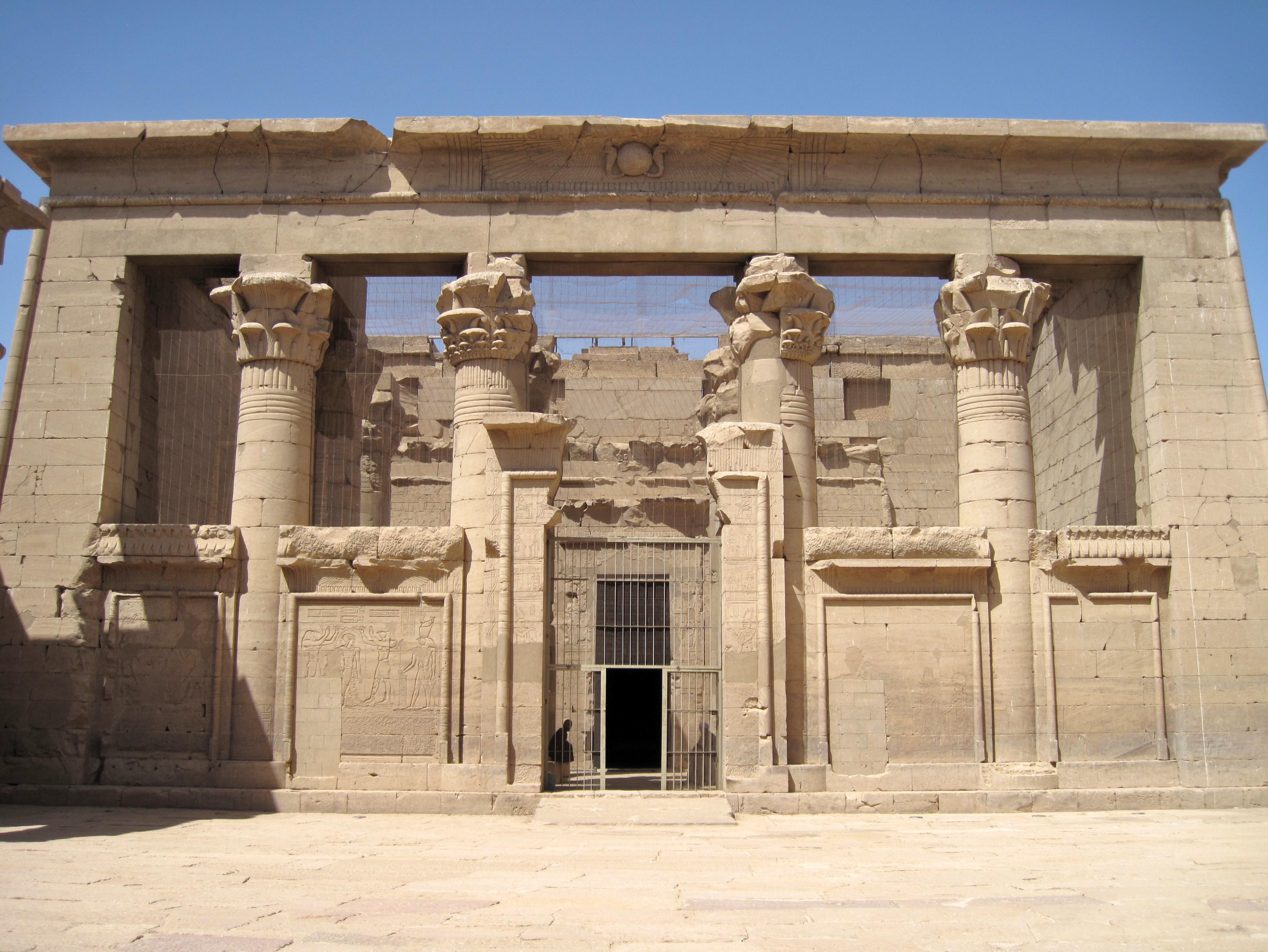
Entrée du temple de Kalabchah
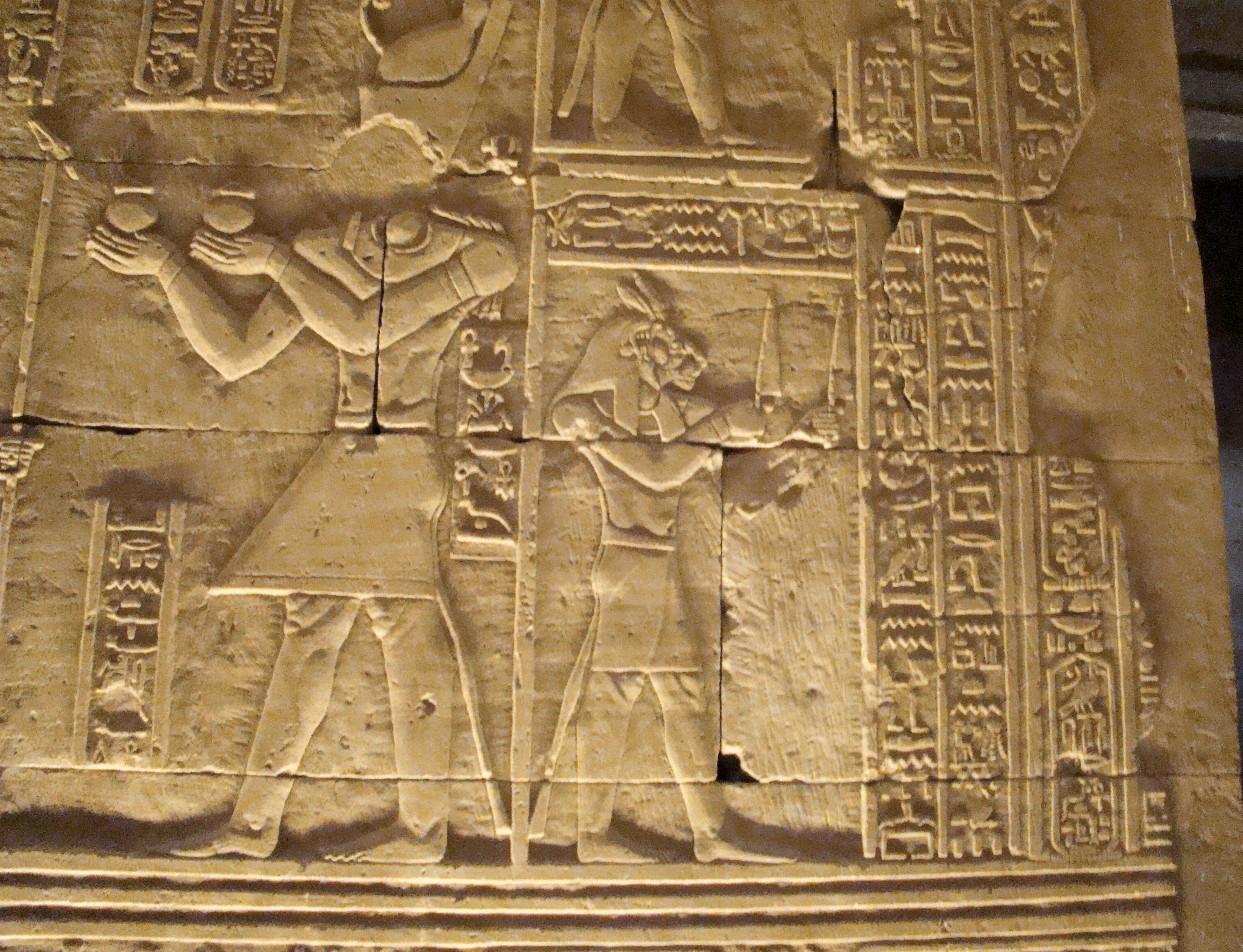
Reliefs à l'intérieur du temple

### Temple de Gerf Hussein
Le temple de Gerf Hussein, connu à l'origine sous le nom de Per Ptah (« Maison de Ptah »), dédié à Ramsès II, a été construit par Sétaou, vice-roi de Nubie,. À l'origine, il était en partie bâti et en partie taillé dans la roche. Lors de la montée des eaux du lac Nasser, la partie bâtie a été démontée, puis reconstruite sur le nouveau site. Les éléments taillés dans la roche ont été laissés en place et se trouvent donc maintenant submergés.

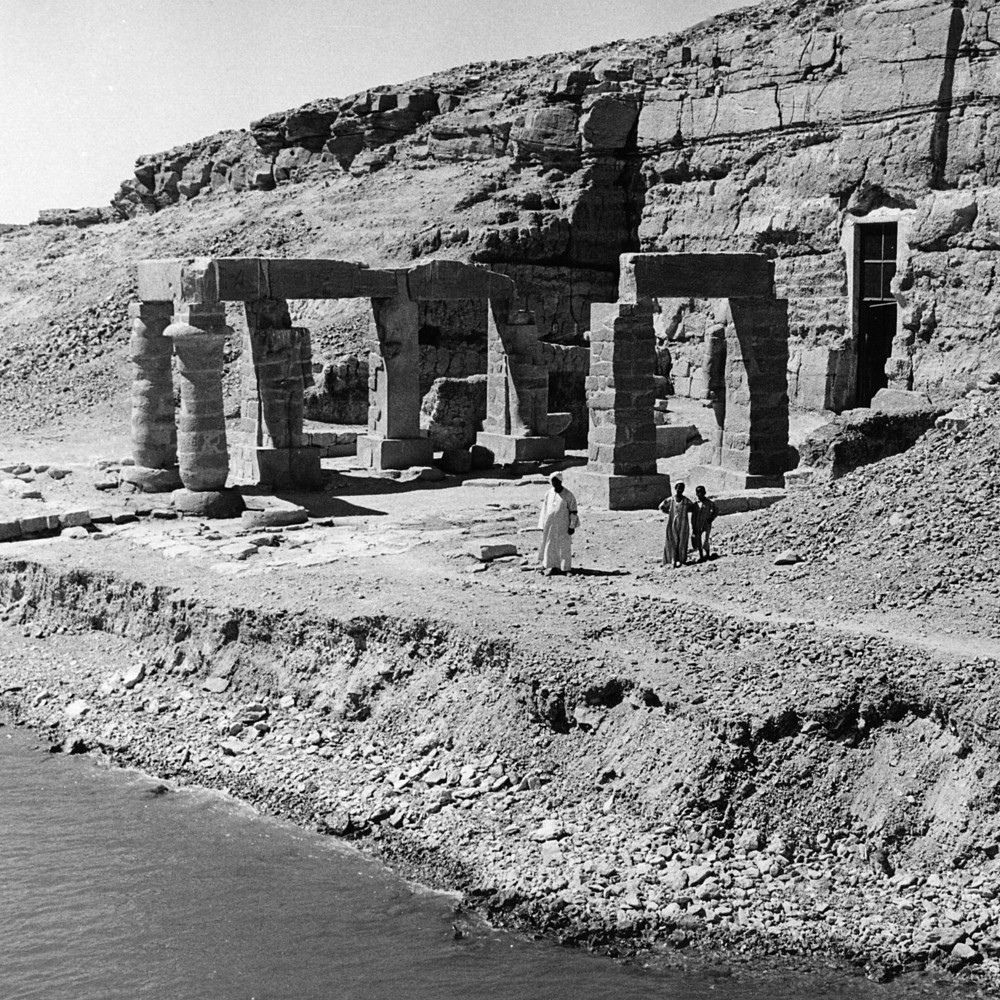
Temple de Gerf Hussein sur son site d'origine
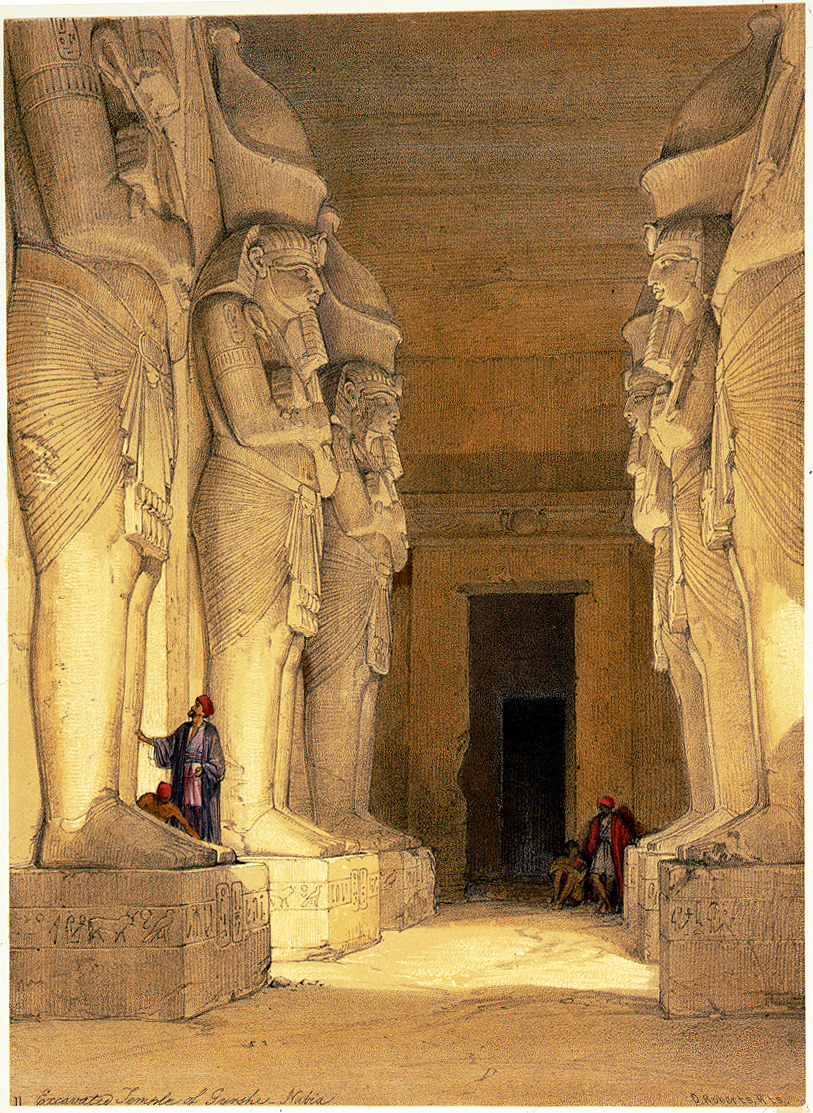
Partie taillée dans la roche
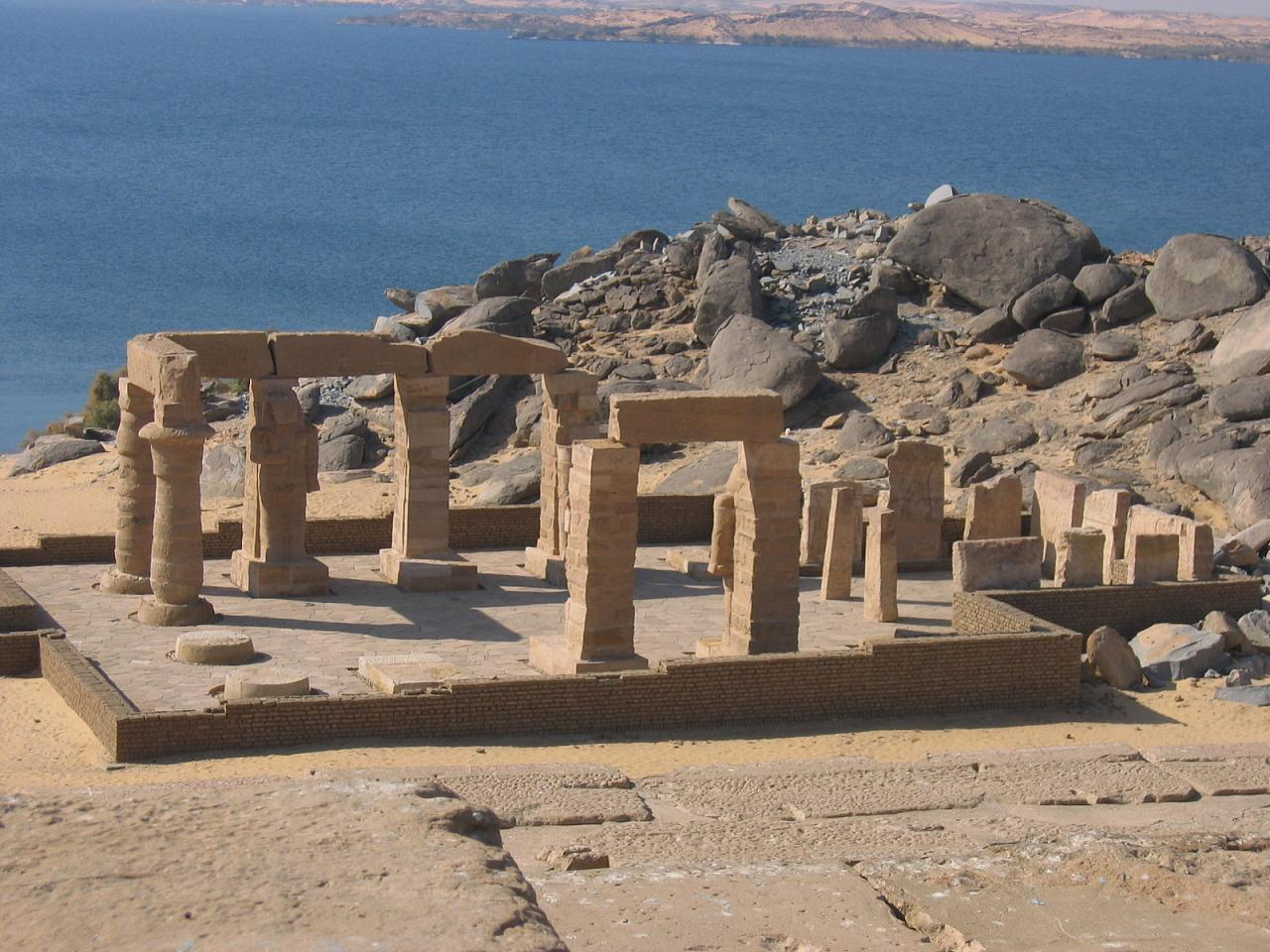
Temple de Gerf Hussein transféré et reconstitué
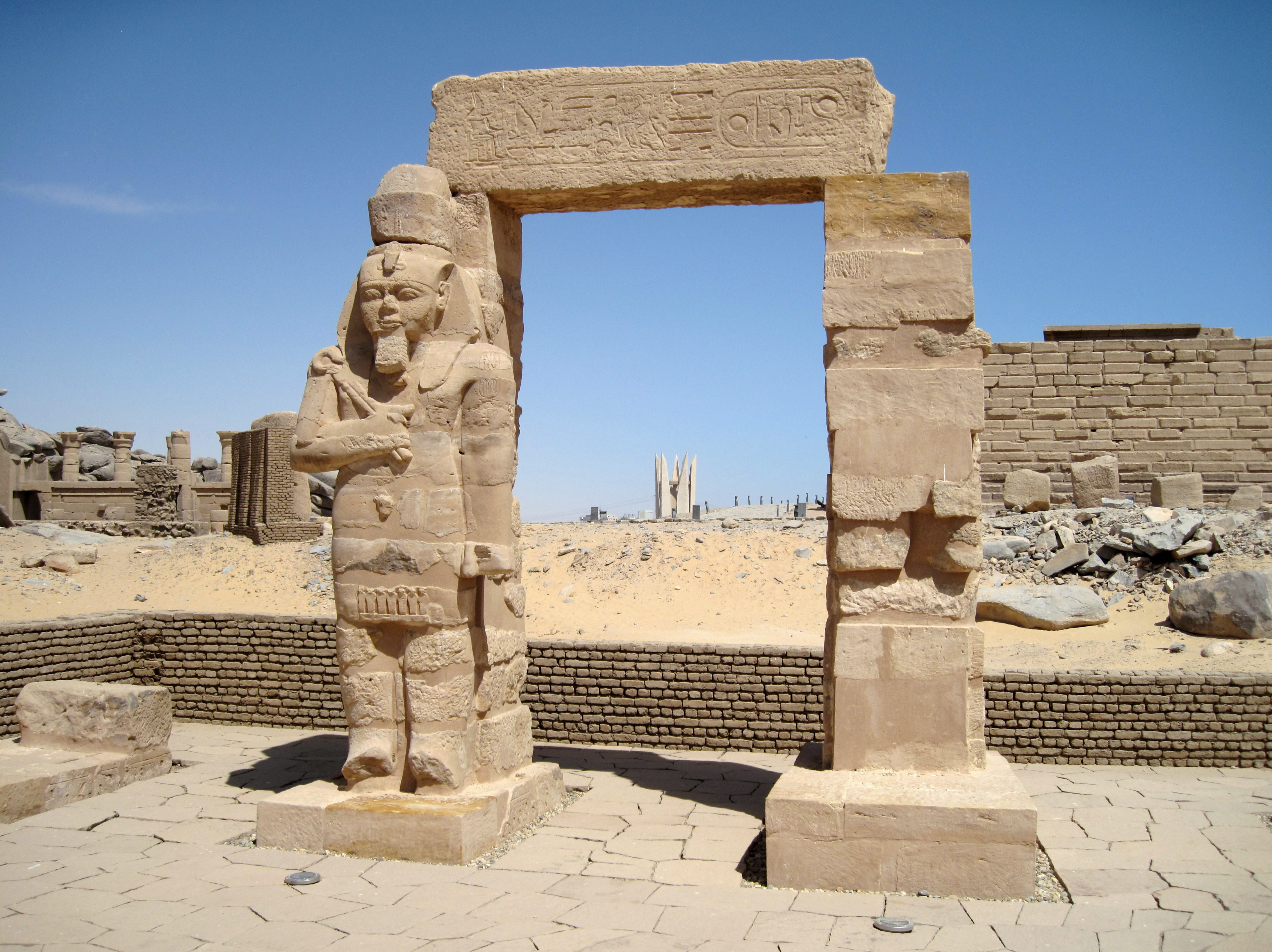
Statue de Ramsès II

### Temple de Beit el-Wali
Le temple taillé dans la roche de Beit el-Wali a été déplacé par une équipe archéologique polonaise. Il est dédié à Ramsès II et aux dieux Amon, Khnoum et Anoukis. Il était à l'origine décoré de peintures murales de couleurs vives, mais certaines d'entre elles ont été prélevées au XIXe siècle et sont maintenant exposées au British Museum.

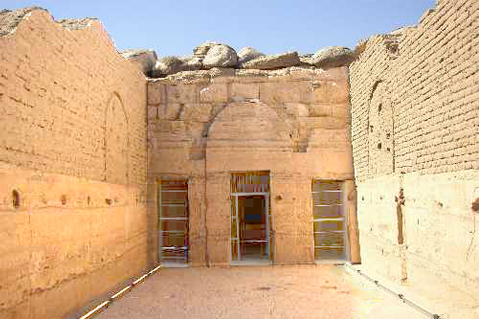
Beit el-Wali : entrée du temple taillé dans la roche
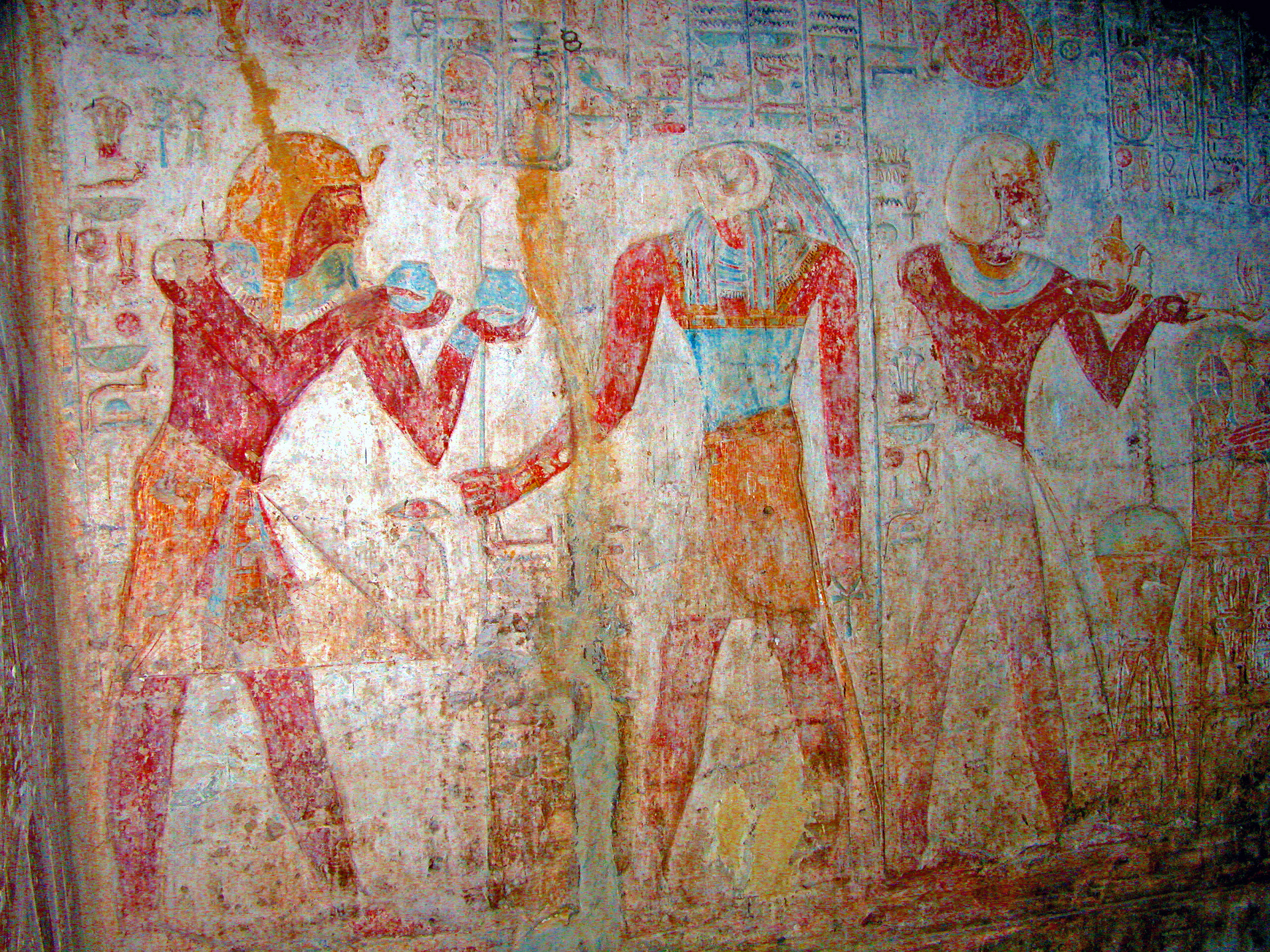
Peinture murale : Ramsès II apporte des présents à Horus
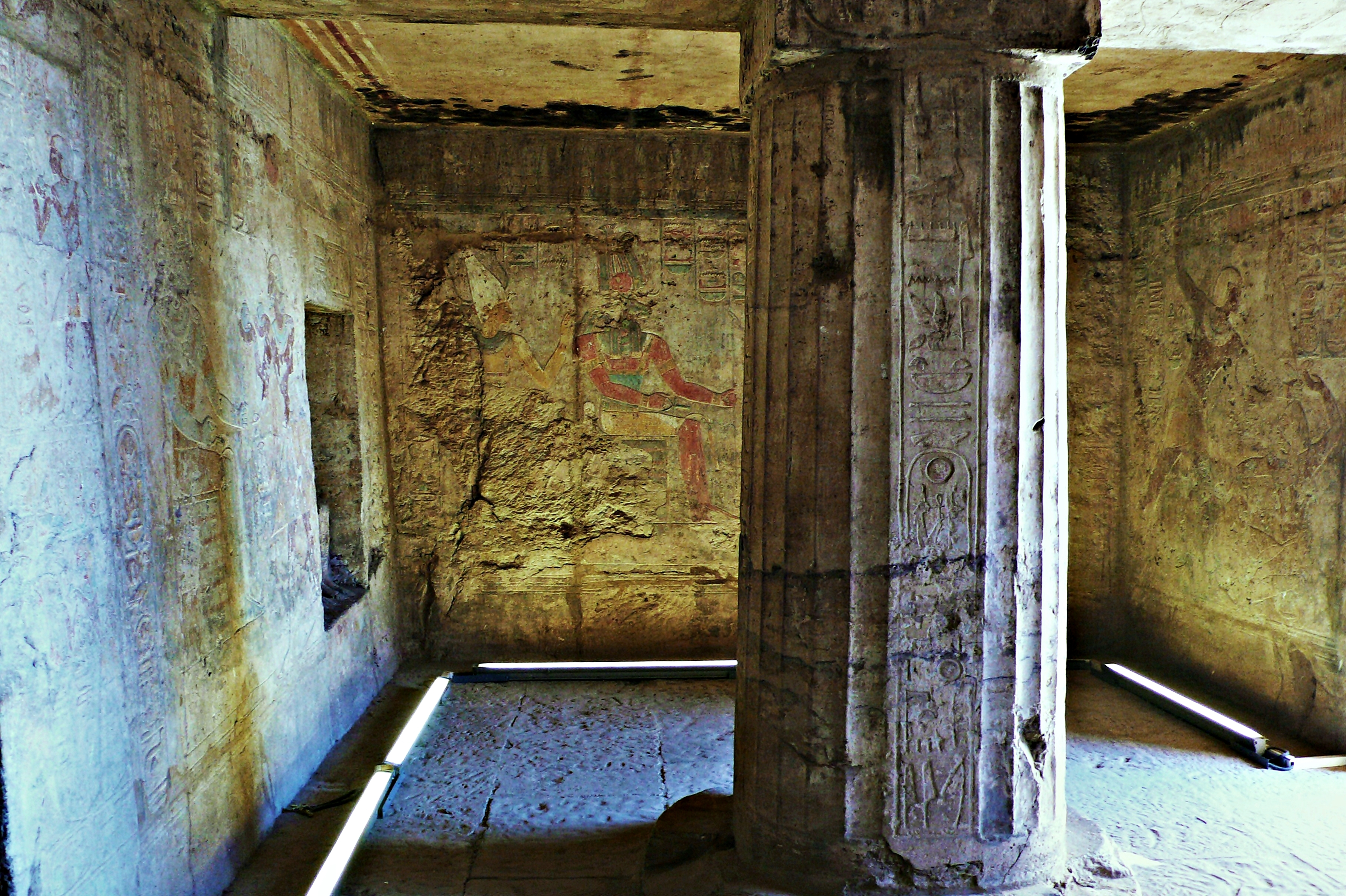
Pilier et murs décorés

### Kiosque de Qertassi
Le kiosque de Qertassi est un minuscule kiosque romain doté de quatre minces colonnes papyriformes à l'intérieur et deux colonnes hathoriques à l'entrée. C'est une structure petite, mais élégante, inachevée, mais probablement contemporaine du kiosque de Trajan à Philæ.

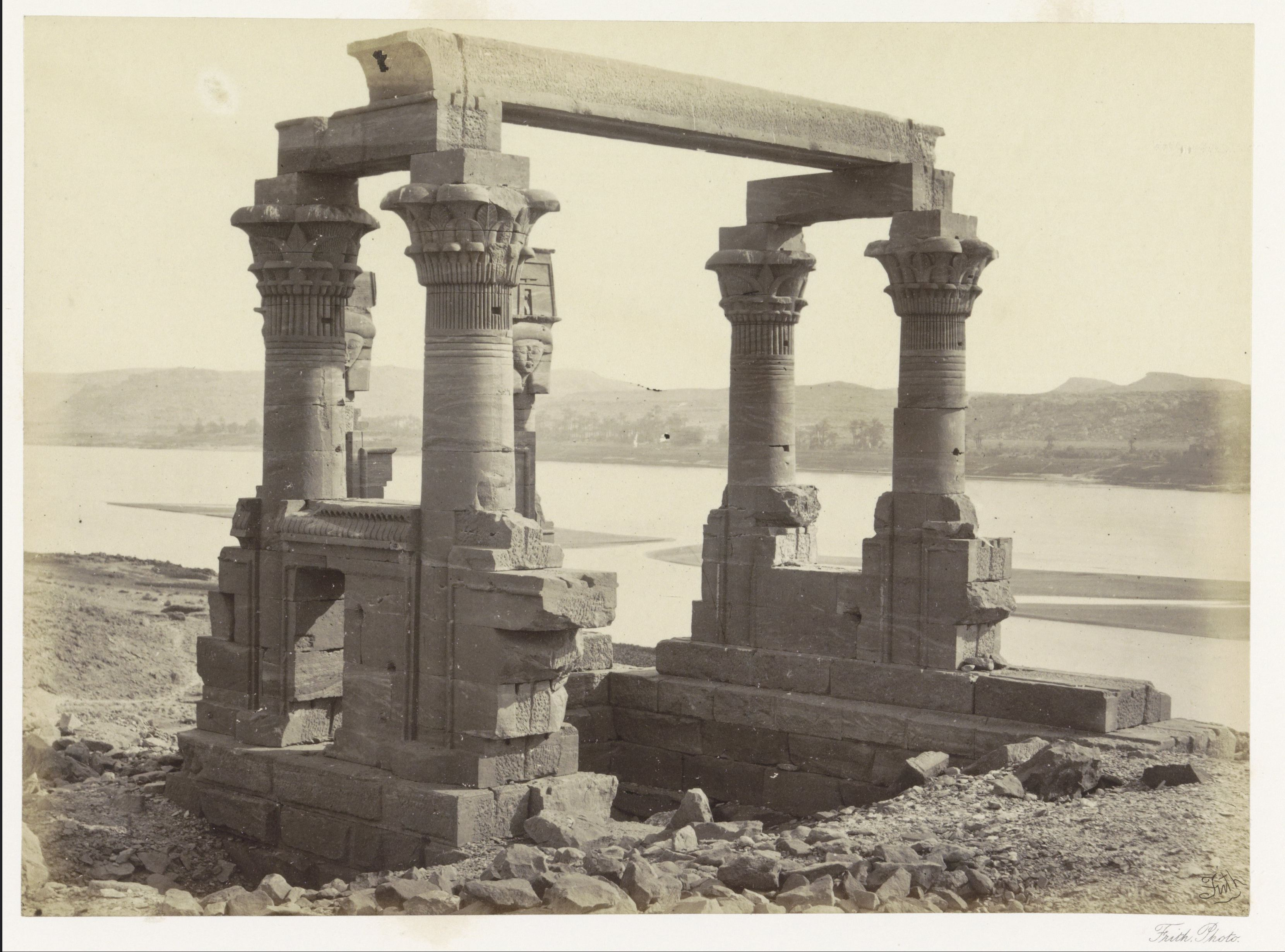
Kiosque de Qertassi sur son site d'origine
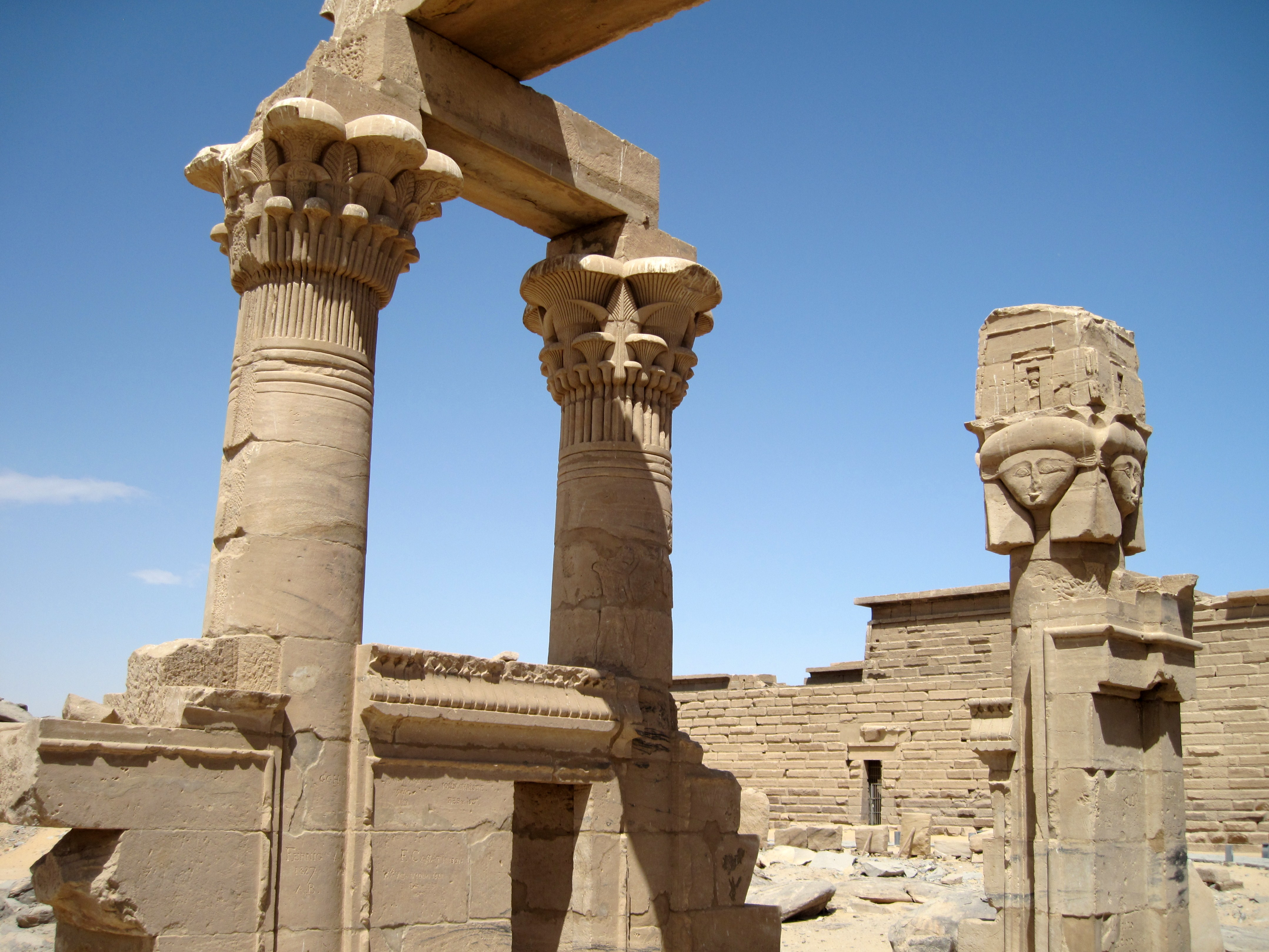
Colonnes, éléments architecturaux
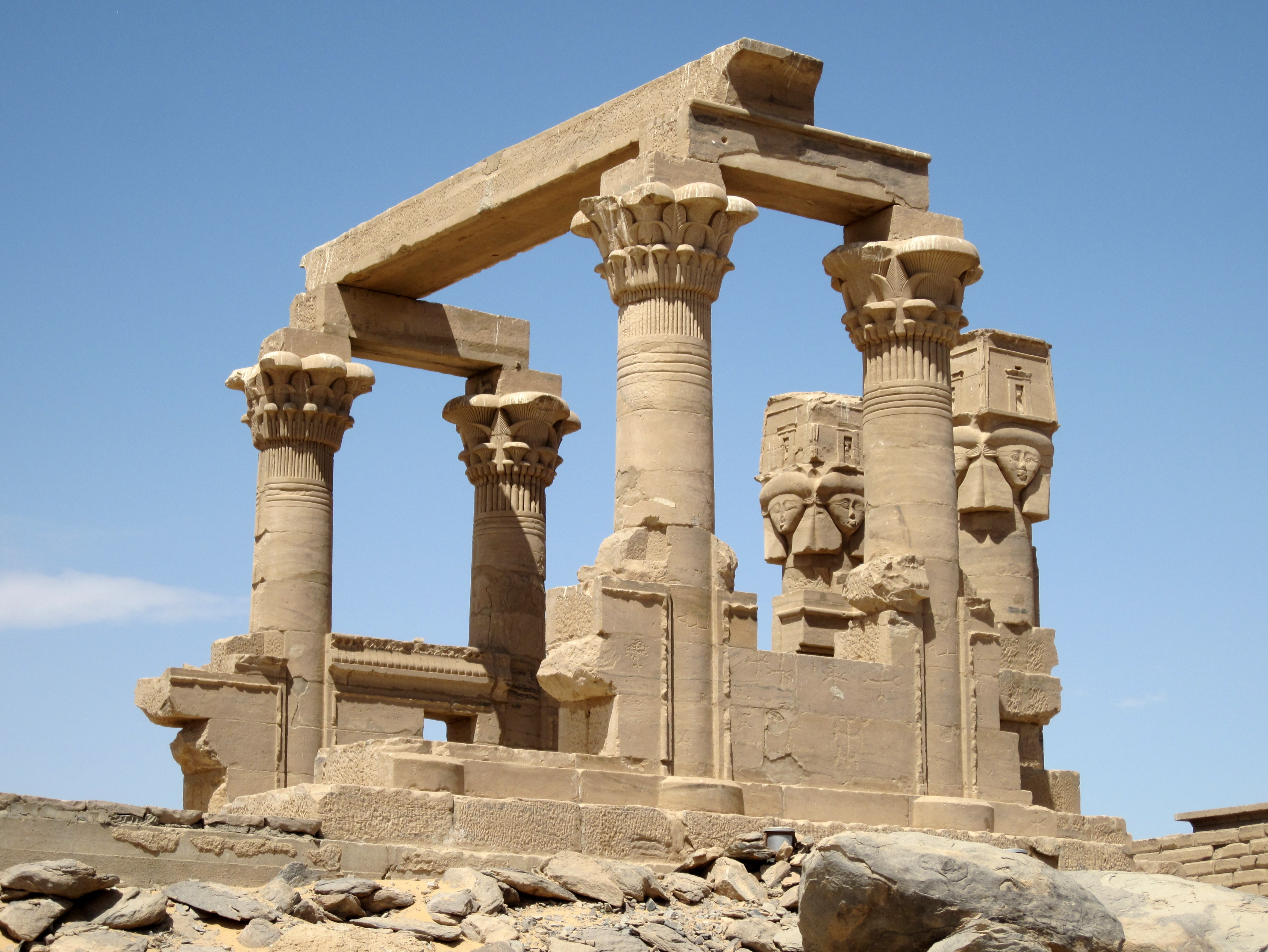
Kiosque de Qertassi

### Mammisi de Dédoun

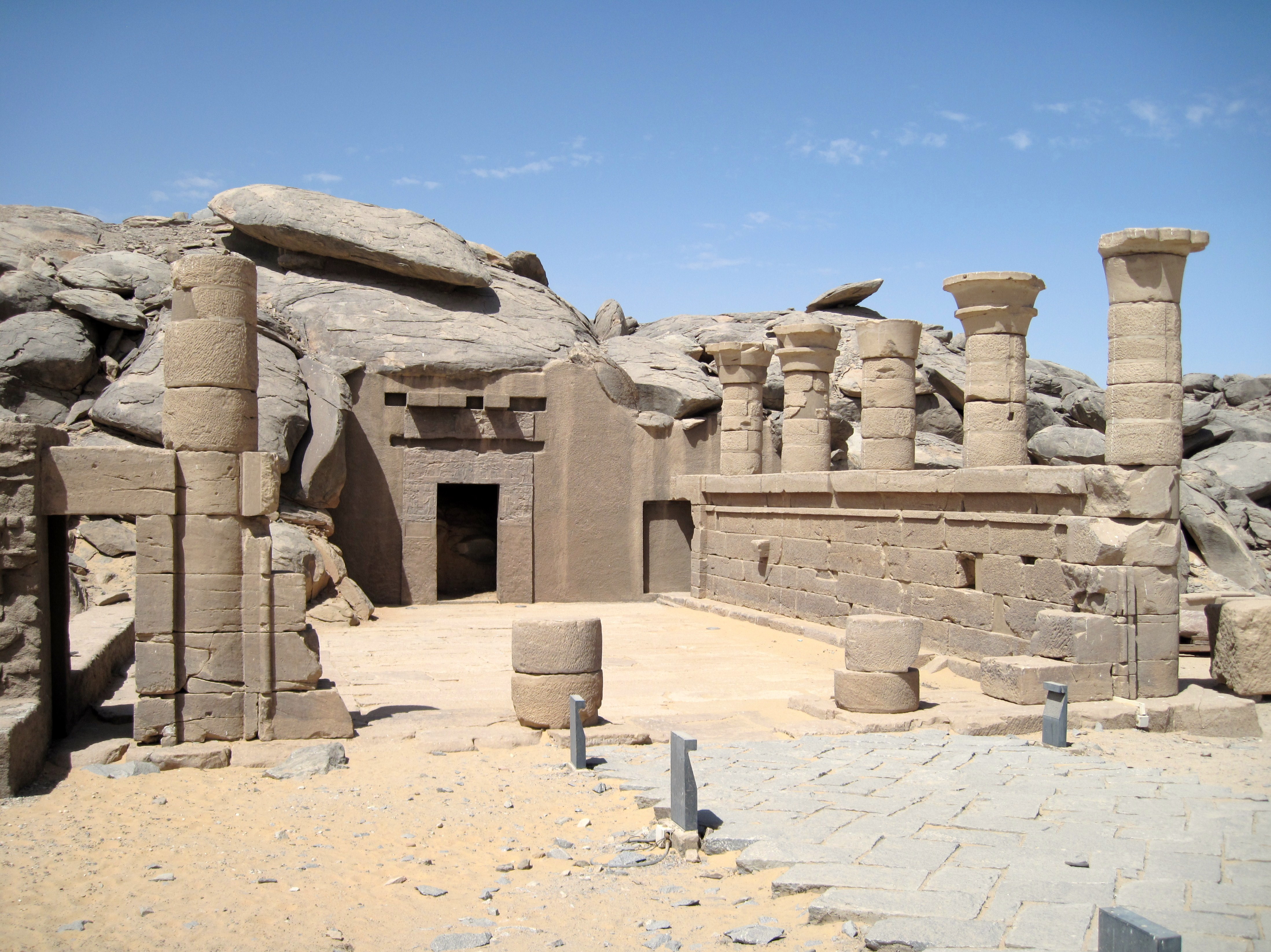
Entrée du mammisi de Dédoun

Initialement situé dans l'enceinte extérieure du temple de Kalabchah, ce mammisi (chapelle annexe) est dédié à la déesse serpent nubienne Dédoun. Il a été déplacé avec le temple principal sur le nouveau site de Kalabchah.